# Somalische struikleeuwerik
De Somalische struikleeuwerik (Corypha somalica, synoniem Mirafra somalica) is een zangvogel uit de familie Alaudidae (leeuweriken).

## Verspreiding en leefgebied
Deze soort is endemisch in Somalië en telt twee ondersoorten:
- C. s. somalica: noordelijk Somalië.
- C. s. ashi (Ash' leeuwerik): centraal Somalië.

## Status
De grootte van de populatie is in 2020 geschat op 0,8-1,8 miljoen volwassen vogels. Op de Rode lijst van de IUCN heeft deze soort de status niet bedreigd.